# جک کین
جک کین (انگلیسی: Jack Keane؛ زادهٔ ۱ فوریهٔ ۱۹۴۳) ژنرال بازنشسه نیروی زمینی ایالات متحده آمریکا است، که در فاصله سال‌های ۱۹۹۹ تا ۲۰۰۳ به‌عنوان بیست و نهمین جانشین رئیس ستاد نیروی زمینی ایالات متحده آمریکا فعالیت می‌کرد و از ژوئن تا اوت ۲۰۰۳ سرپرست رئیس ستاد نیروی زمینی ایالات متحده آمریکا بود.
کین فعالیت نظامی را از سال ۱۹۶۶ در نیروی زمینی آمریکا آغاز کرد، از ۱۹۹۳ تا ۱۹۹۵ فرمانده لشکر ۱۰۱ هوابرد بود و از ۱۹۹۵ تا ۱۹۹۹ فرماندهی سپاه هجدهم هوابرد را برعهده داشت. وی در جنگ ویتنام، جنگ داخلی سومالی، جنگ بوسنی و جنگ کوزوو حضور داشت و در سال ۲۰۰۳ پس از ۳۷ سال خدمت از نیروهای مسلح آمریکا بازنشسته شد.